# كريس بيلي (لاعبة هوكي الجليد)
كريس بيلي (بالإنجليزية: Chris Bailey)‏ هي لاعبة هوكي الجليد أمريكية، ولدت في 5 فبراير 1972 في Marietta, New York ‏ في الولايات المتحدة.

## وصلات خارجية
- كريس بيلي على موقع EliteProspects.com (الإنجليزية)
- كريس بيلي على موقع اللجنة الأولمبية الدولية (الإنجليزية)
- كريس بيلي على موقع أوليمبيديا (الإنجليزية)